# Bonnie Zimmerman
Bonnie Zimmerman est une critique littéraire américaine, spécialiste des Women's studies. Ses travaux portent sur les rôles des femmes, la littérature féminine et la critique lesbienne. Elle a reçu de nombreux prix prestigieux pour son travail. Elle a pris sa retraite de l'enseignement en 2010.

## Biographie
Née en 1947, Bonnie Zimmerman a grandi dans une famille juive laïque dans la banlieue de Chicago. De ce contexte, elle écrit : « No matter how the social and academic landscape changes, and no matter that I am now a university administrator, I will always be a child of the '60s and '70s: a new-left, radical-feminist, counterculture, dyke intellectual »,.
Après le lycée, elle est entrée dans le programme d'études musicales de l'Université d'Indiana. Cependant, lorsqu'elle obtient son diplôme avec mention en 1968, c'est avec un diplôme de philosophie. Par la suite, à l'Université d'État de New York à Buffalo, elle a obtenu son doctorat en littérature anglaise en 1973, avec une thèse sur les lectures féministes des romans de George Eliot. Sa première publication s'appuyait sur son travail de doctorat sur George Eliot, offrant certains des premiers exemples d'études littéraires féministes. Dès ses études sur George Eliot, elle a commencé à se diriger vers l'analyse littéraire des études lesbiennes qui sera son principal domaine de recherche pour le reste de sa carrière.
L'université de Buffalo est l'endroit où Zimmerman a découvert sa sensibilité féministe. Elle est l'un des membres fondateurs du Women's Studies College de SUNY Buffalo en 1970.
On lui a offert un poste temporaire en tant que conférencière à l'Université d'État de San Diego dans leur programme Women's Studies (le premier dans le pays), et a commencé à enseigner la littérature lesbienne en 1979. Elle attribue à son article, « What Has Never Been: An Overview of Lesbian Feminist Criticism », de cette même année, comme ayant fait sa réputation. Il a ensuite figuré dans le Norton Anthology of Theory & Criticism.
Elle écrit dans son article « A Lesbian-Feminist Journey Through Queer Nation » : « Although I do not think I will ever publish much queer or gay and lesbian scholarship, I have also been instrumental in beginning LGBT studies on my campus, as I was in beginning Lesbian Studies within Women's Studies during the 1970s »,.
En 1983, elle est devenue professeur de Women's Studies à l'Université d'État de San Diego. Elle a été présidente de la National Women's Studies Association de 1998 à 1999, et présidente du département des études féminines de l'État de San Diego de 1986 à 1992 et de nouveau de 1995 à 1997. Elle a pris sa retraite en 2010.

## Publications et récompenses
Bonnie Zimmerman est l'auteur de nombreux articles et livres explorant les Women's Studies, la théorie LGBTQ et la théorie féministe. Elle a obtenu le Positive Visibility Award de Gay & Lesbian Alliance Against Defamation en 1996, le prix le plus influent du corps professoral en Women's Studies (qu'elle a reçu 3 fois en 1985, 1990 et 1999) et le Alumni Association Distinguished Faculty Award en 2004.
Ses publications incluent Professions of Desire (1995), qui examine l'expérience des personnes LGBTQ dans les universités et en classe, et The Safe Sea of Women (1990) qui examine et analyse la littérature spécifiquement à travers l'objectif et thèmes de l'expérience lesbienne, Elle attribue à son article « What has Never Been: An Overview of Lesbian Feminist Literary Criticism » (1981) la principale source de son rôle en tant que spécialiste des lesbiennes et des féministes,. Ses contributions au milieu universitaire comprennent des articles, des cours et plusieurs ouvrages.

## Publications
- The safe sea of women: lesbian fiction, 1969-1989, Beacon Press, 1990  (ISBN 0-8070-7904-9)
- The encyclopedia of lesbian and gay histories and cultures, Garland, 2000
- Professions of desire : lesbian and gay studies in literature, edited by George E. Haggerty and Bonnie Zimmerman, The Modern language association of America, 1995
- (en) « What has never been: an overview of lesbian criticism », dans Gayle Green, Coppélia Kahn, Making a Difference, Routledge, 2003 (lire en ligne), p. 178-210

## Archives
Les archives de Bonnie Zimmerman sont conservées à San Diego State University.